# Regiusmanuskriptet
 Der er for få eller ingen kildehenvisninger i denne artikel, hvilket er et problem. Du kan hjælpe ved at angive troværdige kilder til de påstande, som fremføres i artiklen.

Regiusmanuskriptet, Regiusdigtet eller Halliwellmanuskriptet er den ældst kendte tekst om bygningshåndværk. Den består af 64 skrevne sider i poetisk form. Digtet begynder med at påkalde Euklid og hans opfindelse af geometrien i det gamle Egypten for derefter at følge geometriens spredning i "diverse lande". Dette følges af femten punkter, som mesteren skal overholde med hensyn til moralsk levevis (skjul ikke tyve, tag ikke imod bestikkelse, gå regelmæssigt i kirke osv.), og udførelsen af arbejdet på en byggeplads (udfør ikke dit murerarbejde om natten, oplær lærlingene ordentligt, påtag dig ikke arbejder, som du ikke magter osv.). Desuden er der femten punkter for svendene, der følger et tilsvarende mønster.
Der er almindelig enighed om, at det overleverede dokument stammer fra årene mellem 1390 og 1450. Manuskriptet findes registreret i forskellige private oversigter efterhånden som det skiftede hænder, indtil det kom i det kgl. engelske biblioteks eje. Manuskriptet blev givet til British Museum i 1757 af kong George II. I hele denne periode blev manuskriptet karakteriseret som et digt over moralske forpligtelser. Dets betydning i forbindelse med frimureriet blev først forstået, da det indgik i en artikel om dette emne, skrevet af James Halliwell i 1840.
Dokumentets tekst fastslår, at frimureriet blev bragt til England i kong Athelstans regeringstid (924-939).
Manuskriptet findes i dag hos British Library i den kongelige manuskriptsamling, katalog nummer 17 A. I.